# バーベンハウゼン (ヘッセン)
バーベンハウゼン (ドイツ語: Babenhausen, ドイツ語発音: [baːbn̩ˈha‿uzn̩]) はドイツ連邦共和国ヘッセン州ダルムシュタット＝ディーブルク郡に属す市。ヘッセン州南部のシュタルケンブルク地方のドイツ木組みの家街道沿いに位置する。ディーブルク、グロース＝ウムシュタットとともに同郡東部の中級中心をなす。

## 地理
中核市区、ヘルガースハウゼン区、ジッケンホーフェン区、ハレスハウゼン区はいずれもゲルシュプレンツ川のほとりに位置し、この川の多くの支流が市域を流れている。バーベンハウゼンは南ヘッセンの森が豊かな街である。
周辺地域は、その大部分が耕作地で、たとえばアスパラガスが栽培されている。また市周辺には多くの砂利採取場もある。

### 隣接する市町村
バーベンハウゼンは、北はロートガウ、ゼーリゲンシュタット、マインハウゼン（以上、いずれもオッフェンバッハ郡）、東は市場町のシュトックシュタット・アム・マインおよびグロースオストハイム（ともにアシャッフェンブルク郡）、南はシャーフハイムおよびグロース＝ウムシュタット、西はミュンスターおよびエッパーツハウゼン（以上、ダルムシュタット＝ディーブルク郡）と境を接している。

### 市の構成
この都市は、以下の市区からなる。
- バーベンハウゼン区(中核市区)
- ハルパーツハウゼン区: かつては独立した自治体であった。1345年に最初の記録が遺されている。1971年12月31日にバーベンハウゼン市の市区となった。
- ハレンスハウゼン区: 1971年12月31日にバーベンハウゼン市の市区となった。
- ヘルガースハウゼン区: かつては独立した自治体であった。1340年に記録されている。1972年7月1日にバーベンハウゼン市の市区となった。
- ラングシュタット区: 1267年の記録が遺されている。1971年12月31日にバーベンハウゼン市の市区となった。
- ジッケンホーフェン区: 1977年1月1日にバーベンハウゼン市に合併した。

中核市区には、このほかに固有の名前を持つ住宅地（たとえばエアロッホ、オストI - III、アルトシュタットなど）があるが、これらは公式なものではなく、その境界も明確でない。

## 歴史
バーベンハウゼンは1236年に初めて文献上に記録され、1295年に都市権を獲得した。ハーナウ＝リヒテンベルク伯フィリップ2世の統治下にあった1503年、この都市は皇帝からニコラウスマルクトと称する年の市を開催する特権を与えられた。バーベンハウゼンは、ハーナウ＝リヒテンベルク伯領のアムト・バーベンハウゼンの主邑となった。
三十年戦争の時代、ハーナウ＝リヒテンベルク伯ヨハン・ラインハルト1世（1569年 - 1625年）や同伯フィリップ・ヴォルフガング（1595年 - 1641年）が当初採った中立政策は成功しなかった。アムト・バーベンハウゼンは、プファルツ選帝侯領に近く、ライン渓谷の軍用道が集中するライン＝マイン地域の地理的特性のために辛酸をなめた。様々な軍勢によって何度も占領された。周辺の村は戦争の初期にすでに破壊され、その住民たちは難民となってバーベンハウゼンに流れ込んだが、そこへペストが蔓延した。1631年バーベンハウゼンの街と城は新たに皇帝軍によって占領され、略奪を受けた。その翌年にはイーゼンブルク伯ヴォルフ・ハインリヒ将軍が率いるスウェーデン軍が入場した。1635年2月23日から3月28日にかけて、この都市はマンスフェルト伯フィリップが率いる皇帝軍に包囲された。その後、1636年から1647年までマインツ選帝侯に占領された。
第二次世界大戦中は、バーベンハウゼンにソヴィエト兵の捕虜収容所が設けられた。戦後は「ディスプレイスト・パーソンズ」と呼ばれたユダヤ人難民の収容所として用いられ、3,000人もの難民が収容されたが、1950年4月に廃止された。

## 行政

### 市議会
バーベンハウゼンの市議会は37議席からなる。

### 市長
2020年11月1日の選挙で、ドーミニク・シュタードラーは、54.91 % の票を獲得して市長に選出された。彼は2021年1月15日に市長に就任した。

### 友好都市
- Bouxwiller（フランス、バ＝ラン県）1984年

2004年には両市で友好都市協定締結20周年の記念式典が開催された。

## 文化と見所

### 歴史的建造物

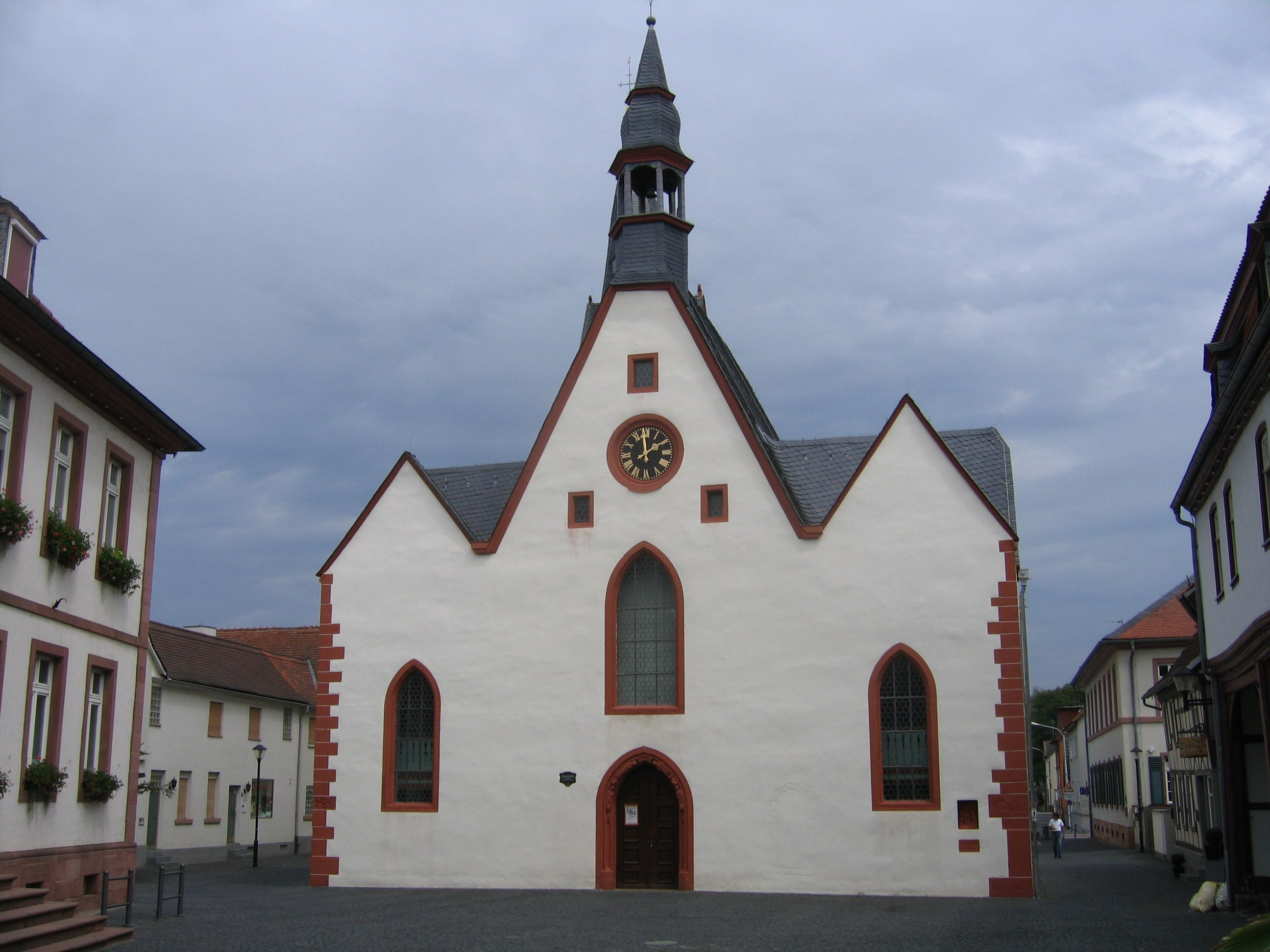
バーベンハウゼンの市教会

- バーベンハウゼン城、ホーエンシュタウフェン朝の12-13世紀に建造された
- 市の水車小屋（14世紀末）
- 市壁（1445年）ヘクセン塔（魔女の塔）やブレシュ塔が遺されている
- 市庁舎、13棟の貴族の館、プロテスタントの聖ニコラウス市教会が建つマルクト広場
- ハレスハウゼン区の狩の館
- ラングシュタット区のプロテスタント教会（ネオゴシック様式）1880年9月18日完成

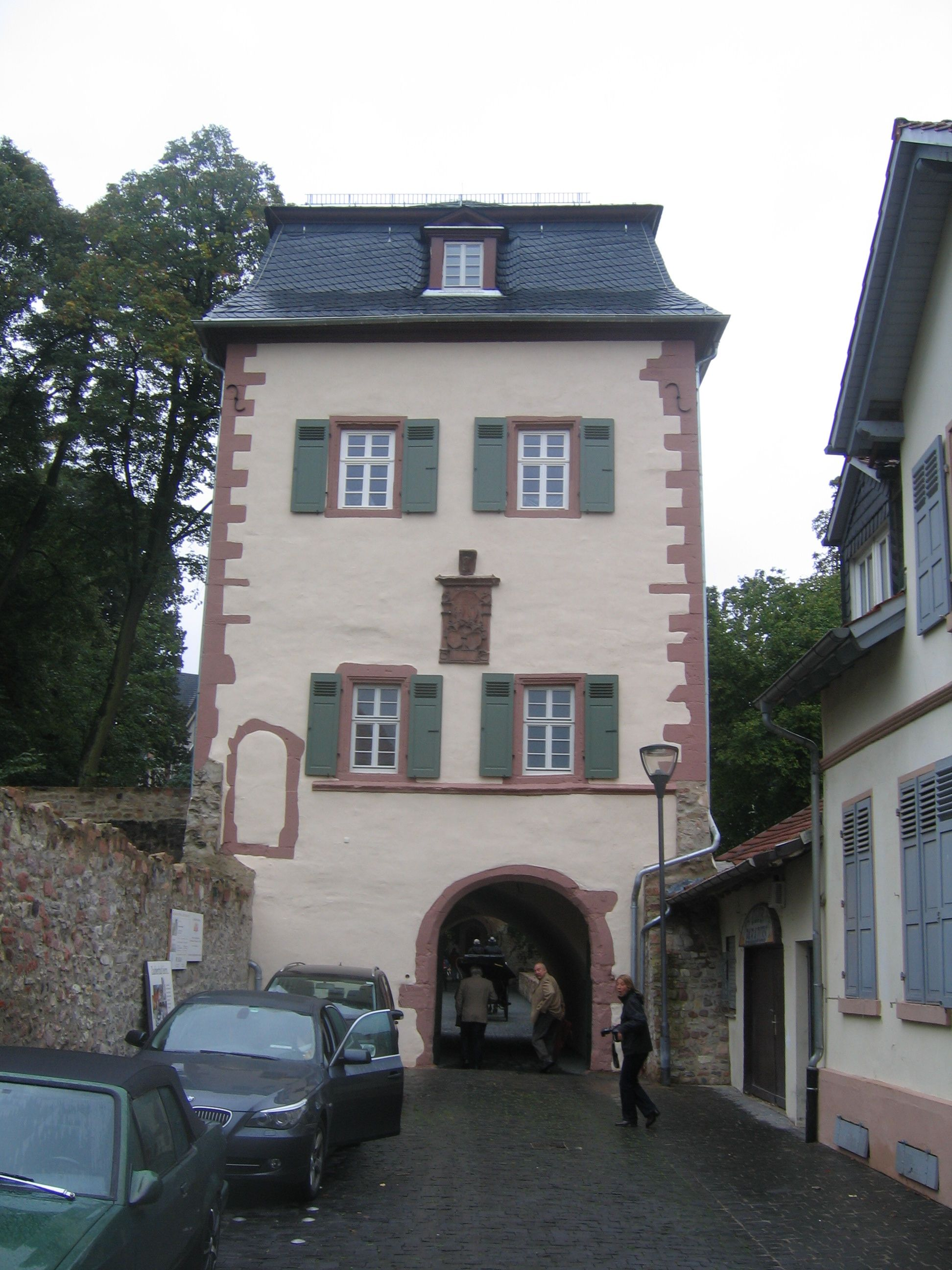
バーベンハウゼン城の楼門
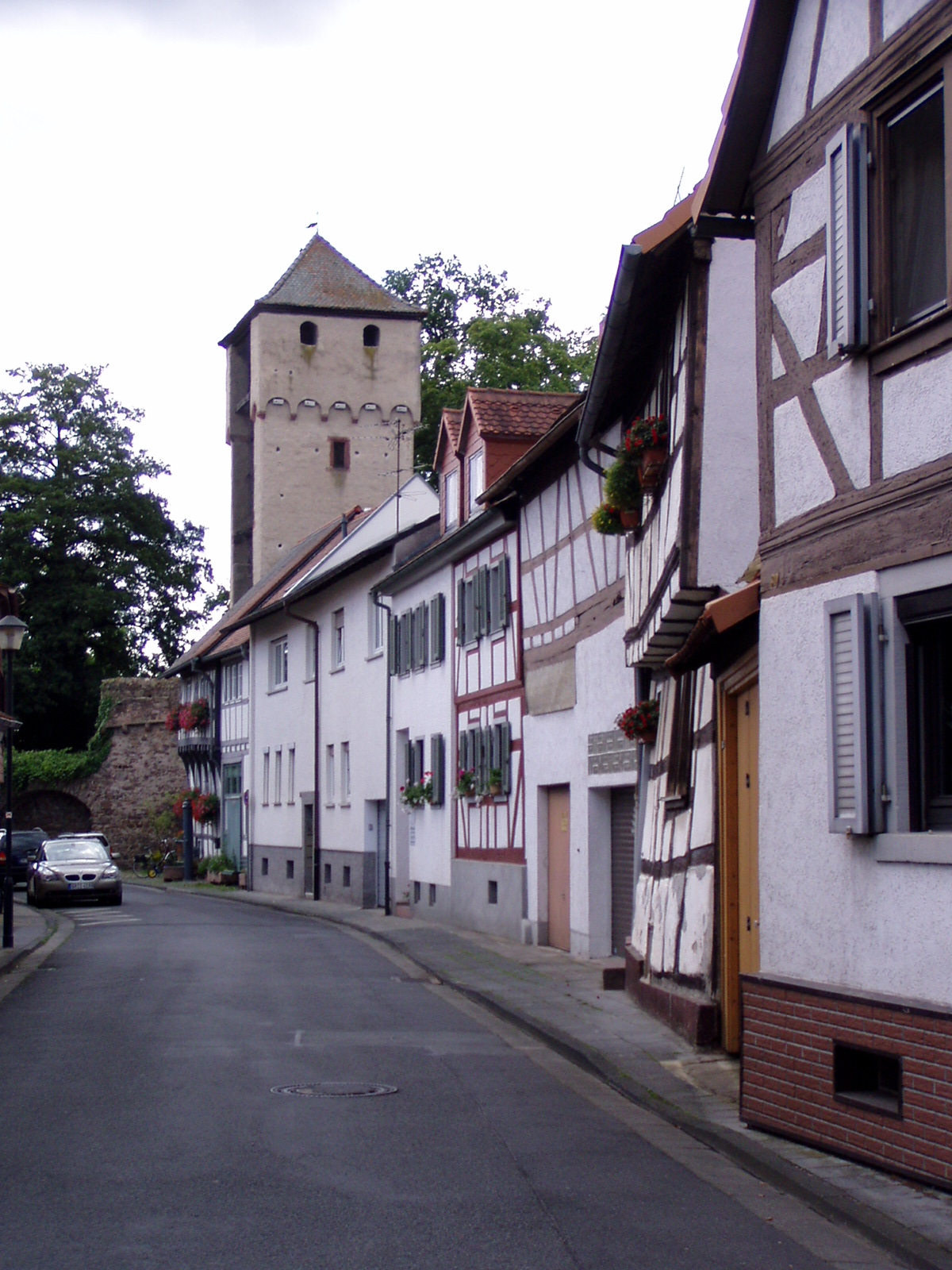
魔女の塔

### 自然

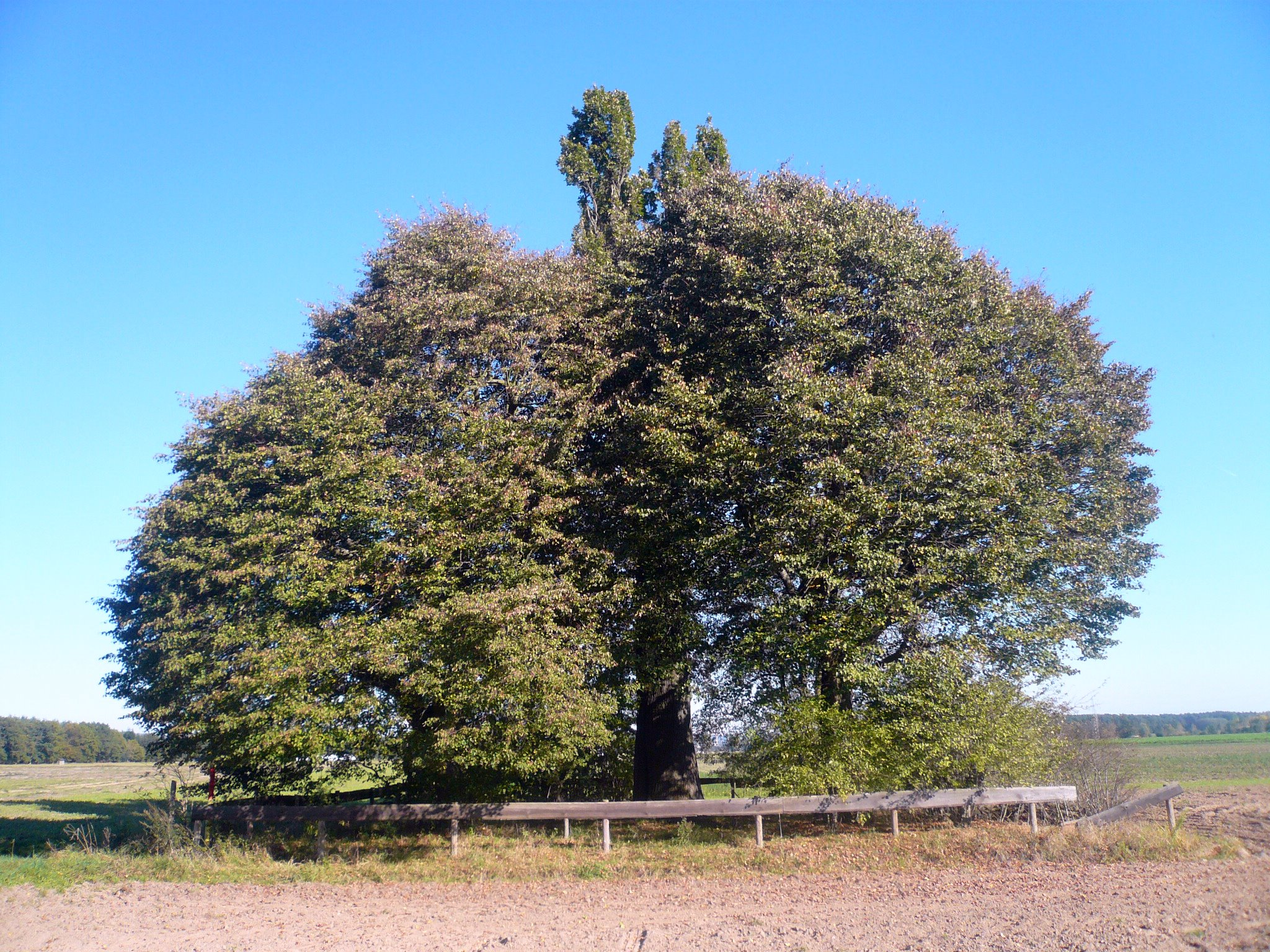
シェーネ・アイヒ

ハレスハウゼン区にある「シェーネ・アイヒ（美しいオークの木）」は、樹齢550年ほどのヨーロッパナラの亜種ファスティギアータの木で幹周りは3.85mある。この木は、ファスティギアータの中で最も古いもので、この亜種の先祖木であると推測される植物学的にも重要な木である。
VDO Automotive AG社の敷地内にある小さな自然保護区は、大変希少な先駆種であるザント＝ジルバーシャルテ (Jurinea cyanoides、キク科の植物)のドイツ最大の群生地である。

### 年中行事
- 1月に中核市区の歌謡グループが開催する舞踏会「バル・デア・フィールハーモニー」
- 物産展も開催されるイースター市
- 7月第4週末の漁師祭
- バーベンハウゼン消防隊の夏の夜祭
- 2年ごと（偶数年）の収穫祭で開催される「中世マーケット」
- 8月の第2日曜日のヴァルトフェスト（森の祭り）
- 旧市街祭（9月の第2週末）
- アドベントの第1週末に旧市街で開催されるクリスマス市

## 経済と社会資本

### 交通
バーベンハウゼンは連邦道B26号線沿いに位置している。また、ドイツ木組みの家街道がこの町を通っている。バーベンハウゼン駅は南ヘッセンの重要な乗換駅である。バーベンハウゼンではライン＝マイン鉄道とオーデンヴァルト鉄道が交差する。また、ここは地域バス交通の重要な乗り継ぎ点でもある。

### 地元企業
- VDO Automotive AG: 2600人の従業員がいる
- コンチネンタルAG

## 公共機関
バーベンハウゼンは2006年まで、市の南西部にアメリカ陸軍（砲兵部隊: MLRS、パトリオットミサイル）の駐屯地があった。撤退は既に完了しており、跡地の利用についてバーベンハウゼン市とダルムシュタット工業大学で組織するプロジェクトで検討がなされている。バーベンハウゼンはヘッセン営林局の本部所在地でもあったが、ヘッセン州行政改革の際にディーブルクの営林局と合併し、現在の本部はディーブルクにおかれている。

## 人物

### 出身者
- ヴィルヘルム・グリューネヴァルト（1859年 - 1925年）政治家。ヘッセン州州議会議員、ヴァイマール国会議員。
- ハインリヒ・レオンハルト・コルプ（1956年 - ）政治家。連邦議会議員。

### ゆかりの人物
- イュルゲン・シューマン（1940年 - 1977年）ドイツ赤軍の犠牲になったルフトハンザ機の機長。

## 引用
1. ↑  Hessisches Statistisches Landesamt: Bevölkerung in Hessen am 31.12.2023 (Landkreise, kreisfreie Städte und Gemeinden, Einwohnerzahlen auf Grundlage des Zensus 2011)]
2. ↑  Max Mangold, ed (2005). Duden, Aussprachewörterbuch (6 ed.). Dudenverl. p. 180. ISBN 978-3-411-04066-7
3. ↑  “Ergebnisse Bürgermeisterwahl Babenhausen  - Bürgermeisterwahl am 01. November 2020 in Babenhausen (Darmstadt-Dieburg)”. 2021年7月7日閲覧。